# Synegiodes hyriaria
Synegiodes hyriaria là một loài bướm đêm trong họ Geometridae.